# Anderson-Hörnchen
Das Anderson-Hörnchen (Callosciurus quinquestriatus) ist eine Hörnchenart aus der Gattung der Echten Schönhörnchen (Callosciurus) in Südasien.

## Merkmale
Das Anderson-Hörnchen erreicht eine Kopf-Rumpf-Länge von 20 bis 22 Zentimetern und ein Gewicht von etwa 250 bis 320 Gramm. Der Schwanz erreicht eine Länge von etwa 18 bis 21 Zentimetern und ist damit etwa ebenso lang wie der Restkörper. Der Hinterfuß wird 44 bis 55 Millimeter lang, das Ohr erreicht eine Länge von 18 bis 23 Millimetern. Das Rückenfell der Tiere ist gräulich olivbraun bis olivgelb mit einem rötlichen Schlag. Die Unterseite ist weiß mit einem bis drei schwarzen oder dunkelbraunen Streifen, die durch weiße Streifen unterbrochen sind und damit die namensgebenden fünf Streifen ergeben („quinquestriatus“ bedeutet „fünfstreifig“). Der mittlere schwarze Streifen verläuft dabei entlang der Körpermitte über den Bauch. Der äußerste schwarze Steifen ist lateral sichtbar und trennt damit scharf die Rücken- und die Bauchfärbung gegeneinander ab. Das Kinn und die Kehle sind grau. Der Schwanz entspricht der Rückenfärbung mit schwarzen und rötlichen Markierungen und einer schwarzen Spitze.
Der Schädel hat eine Gesamtlänge von 49 bis 52 Millimetern. Er entspricht im Aussehen dem des Pallashörnchens, der vordere Bereich der Nasalia ist allerdings breiter abgeflacht und verengt sich posterior.

## Verbreitung
Das Anderson-Hörnchen kommt in Südasien im Südwesten der Provinz Yunnan, Volksrepublik China, sowie dem angrenzenden Myanmar vor.

## Lebensweise
Das Anderson-Hörnchen nutzt als Lebensraum vor allem die Bergwälder in Höhen über 1000 Metern, kann jedoch auch im Flachland angetroffen werden. Die Art ist wie alle anderen Arten der Gattung primär baumlebend (arboricol). Die Tiere leben als Einzelgänger oder in kleinen Familiengruppen und ernähren sich vor allem von Pflanzen, seltener auch von Insekten.
Das Anderson-Hörnchen baut Nester aus Zweigen an den äußeren Ästen kleiner Bäume. Über die Fortpflanzung liegen kaum Daten vor, es gibt einen Nachweis eines im März gefangenen Weibchens mit einem Embryo.

## Systematik

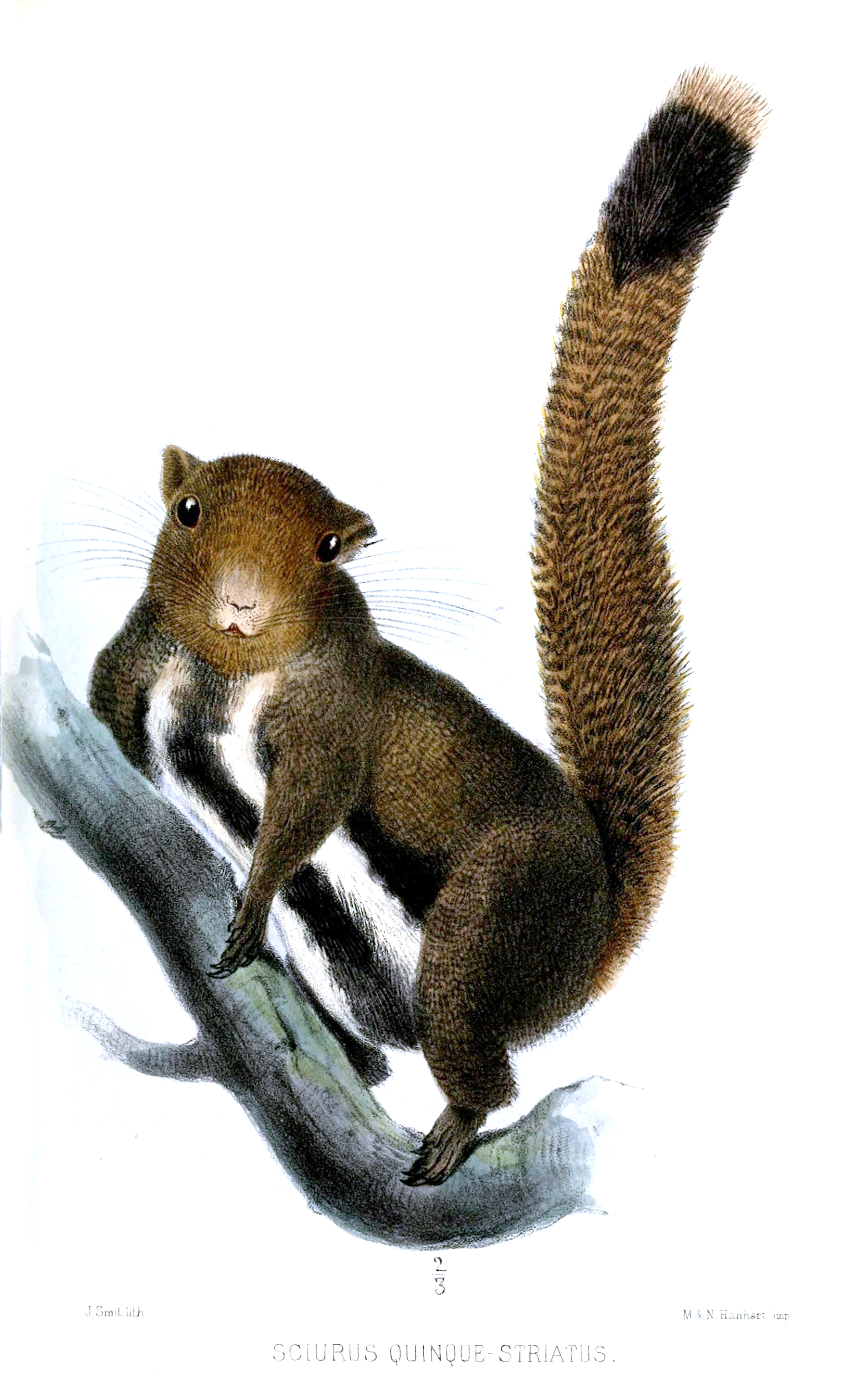
Anderson-Hörnchen (Callosciurus quinquestriatus), Darstellung in der Erstbeschreibung von John Anderson aus dem Jahr 1871 (Illustrator: Joseph Smit)

Das Anderson-Hörnchen wird als eigenständige Art innerhalb der Gattung der Echten Schönhörnchen (Callosciurus) eingeordnet, die aus 15 Arten besteht. Die wissenschaftliche Erstbeschreibung stammt von John Anderson aus dem Jahr 1871, der die Art aus Ponsee nahe Bhamo im heutigen Myanmar beschrieb. Er benannte sie als Sciurus quinquestriatus und beschrieb sie gemeinsam mit zwei weiteren Arten in den Proceedings of the general meetings for scientific business of the Zoological Society of London. Teilweise wurde die Art auch als Unterart des Pallashörnchens (C. erythraeus) betrachtet, mit der sie sympatrisch vorkommt.
Innerhalb der Art werden mit der Nominatform zwei Unterarten unterschieden:
- Callosciurus quinquestriatus quinquestriatus: Nominatform; Verbreitung im südlichen Teil des Verbreitungsgebietes in Myanmar bis in das Grenzgebiet zu China. Die Form hat im Vergleich zur zweiten Unterart kürzere schwarze Streifen, bei denen der mittlere Streifen nicht bis in die Genitalregion reicht und die beiden äußeren Streifen zwischen den Beinen liegen. Die weißen Streifen sind dagegen länger.[2]
- Callosciurus quinquestriatus imarius: Verbreitung im nördlichen Teil des Verbreitungsgebietes in China und Myanmar. Die Form hat im Vergleich zur ersten Unterart längere schwarze Streifen, bei denen der mittlere Streifen bis in die Genitalregion und bei den Männchen auf den Hoden reicht und die beiden äußeren Streifen auch die Beine umfassen. Die weißen Streifen sind dagegen kürzer.[2]

Smith & Yan Xie 2009 unterscheiden in China allerdings drei Unterarten, die beiden genannten sowie als dritte Unterart Callosciurus quinquestriatus sylvester.

## Status, Bedrohung und Schutz
Das Anderson-Hörnchen wird von der International Union for Conservation of Nature and Natural Resources (IUCN) aufgrund des vergleichsweise kleinen Verbreitungsgebietes von weniger als 20.000 km2 sowie vorhandener Lebensraumveränderungen als potenziell gefährdet (Near Threatened) eingeordnet. Die Bestände sind wahrscheinlich abnehmend. Weitere Ursachen für eine potenzielle Gefährdung der Art sind nicht bekannt.

## Belege
1. 1 2 3 4 5 6 7 8  Robert S. Hoffmann, Andrew T. Smith: Anderson's Squirrel. In: Andrew T. Smith, Yan Xie: A Guide to the Mammals of China. Princeton University Press, Princeton NJ 2008, ISBN 978-0-691-09984-2, S. 184–185.
2. 1 2 3 4  Richard W. Thorington Jr., John L. Koprowski, Michael A. Steele: Squirrels of the World. Johns Hopkins University Press, Baltimore MD 2012, ISBN 978-1-4214-0469-1, S. 151–152.
3. 1 2 3 4  Callosciurus quinquestriatus in der Roten Liste gefährdeter Arten der IUCN 2014.2. Eingestellt von: D. Lunde, J.W. Duckworth, B. Lee, R.J. Tizard, 2008. Abgerufen am 22. Oktober 2014.
4. 1 2  John Anderson: On three new species of squirrels from Upper Burma and the Kakhyen Hills, between Buhrma and Yunan. In: Proceedings of the general meetings for scientific business of the Zoological Society of London. 1871.
5. 1 2 3  Callosciurus quinquestriatus In: Don E. Wilson, DeeAnn M. Reeder (Hrsg.): Mammal Species of the World. A taxonomic and geographic Reference. 2 Bände. 3. Auflage. Johns Hopkins University Press, Baltimore MD 2005, ISBN 0-8018-8221-4.